# Analyze That
Analyze That (Titulada en España como Otra terapia peligrosa, ¡Recaida total!) es una película estadounidense de 2002 dirigida por Harold Ramis.

## Argumento
La historia es la continuación (varios años después) de la película anterior. Paul Vitti (De Niro) sufre intentos de asesinato dentro de la cárcel. Así que decide buscar ayuda del doctor Sobel (Crystal) cuyo padre acaba de fallecer. Vitti será liberado con la condición de que se reforme y estará bajo la custodia del doctor Sobel que le ayudará a encontrar trabajos decentes. Pero la mafia no olvida y Vitti tendrá que lidiar con antiguas enemistades con ayuda de su doctor.

## DVD / VHS
- Estados Unidos: 13 de mayo de 2003
- Hispanoamérica: 29 de abril de 2003
- España: 3 de junio de 2003